# Obwaldner Kantonalbank
Die Obwaldner Kantonalbank (OKB) mit Sitz in Sarnen ist die Kantonalbank des Kantons Obwalden. Sie wurde 1886 gegründet und ist in Form einer öffentlich-rechtlichen Anstalt organisiert. Die Bank unterhält in jeder der sieben Obwaldner Gemeinden eine Filiale. Die Obwaldner Kantonalbank beschäftigt 186 Mitarbeitende plus 17 Lernende und hatte per Ende 2024 eine Bilanzsumme in der Höhe von 6,07 Milliarden Schweizer Franken.

## Besitzverhältnisse und geschäftliche Schwerpunkte
Die Obwaldner Kantonalbank ist eine öffentlich-rechtliche Anstalt und gehört zu 79 Prozent dem Kanton Obwalden. Wie die grosse Mehrheit aller Kantonalbanken verfügt auch das Obwaldner Institut über eine sogenannte Staatsgarantie. Der Kanton Obwalden haftet von Gesetzes wegen für die Verbindlichkeiten der OKB, soweit deren eigene Mittel nicht ausreichen.
Zur Kundschaft des Instituts zählen Privatpersonen, kleine und mittlere Unternehmen sowie öffentlich-rechtliche Körperschaften. Für die OKB als Kantonalbank (Universalbank) liegt ihr Tätigkeitsgebiet im Retail Banking, im Hypothekargeschäft, im Private Banking und im Kreditgeschäft innerhalb des eigenen Kantonsgebietes.

## Organisation
Oberstes Aufsichtsorgan der Obwaldner Kantonalbank ist der Bankrat. Dieser setzt sich aus sechs Mitgliedern zusammen und wird zurzeit von Toni Hofer präsidiert. Vizepräsident ist Armin Durrer. Die Mitglieder und das Präsidium des Bankrats bestimmt der Regierungsrat des Kantons Obwalden als Exekutive des Kantons.
Die operative Leitung liegt bei der Geschäftsleitung. Diese setzt sich aus vier Mitgliedern zusammen und wird seit 1. Mai 2022 von Margrit Koch geleitet.

## Kennzahlen
Kennzahlen per 31. Dezember 2024:
- Bruttogewinn (in Mio. CHF): 		33,1
- Reingewinn (in Mio. CHF): 		13,76
- Bilanzsumme (in Mio. CHF): 		6'074
- Kundengelder (in Mio. CHF): 		4'557
- Kundenausleihungen (in Mio. CHF):	4'381
- Gesamtablieferung an Kanton (in Mio. CHF): 8,7
- Personalbestand (teilzeitbereinigt): 166
- Filialen: 8

## Hauptsitz

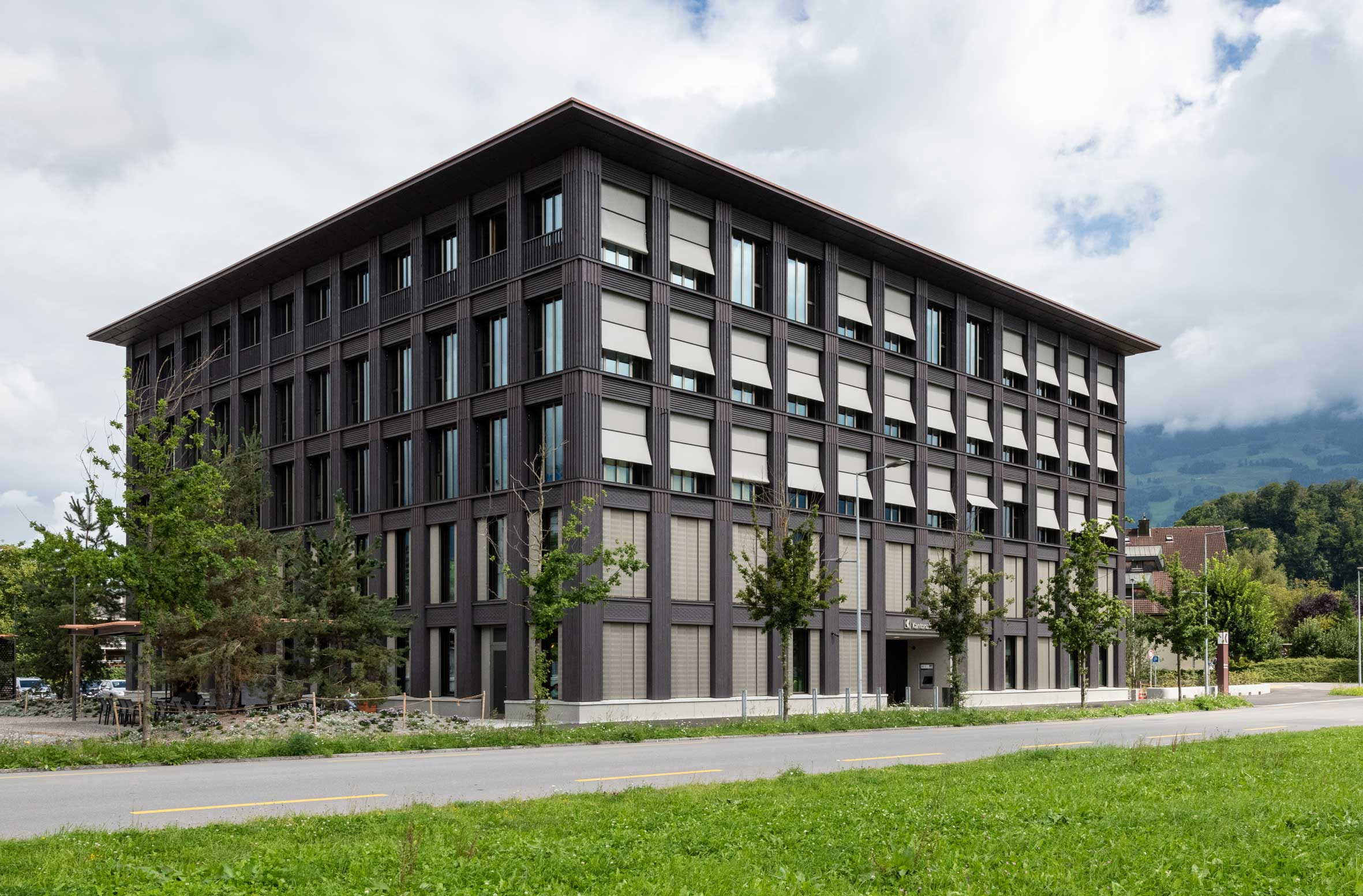
Der neue Hauptsitz der Obwaldner Kantonalbank in Sarnen Nord

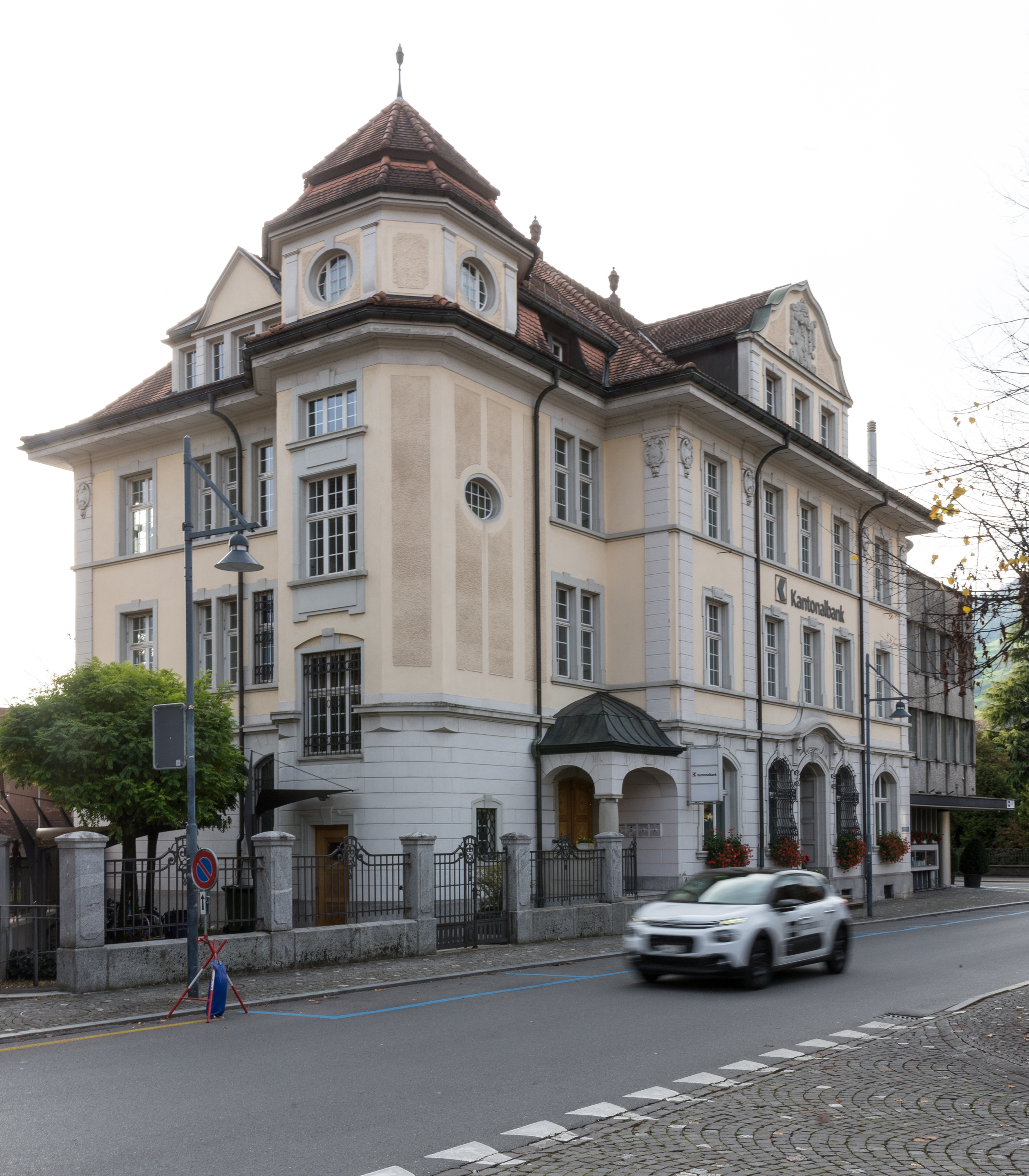
Historischer Hauptsitz

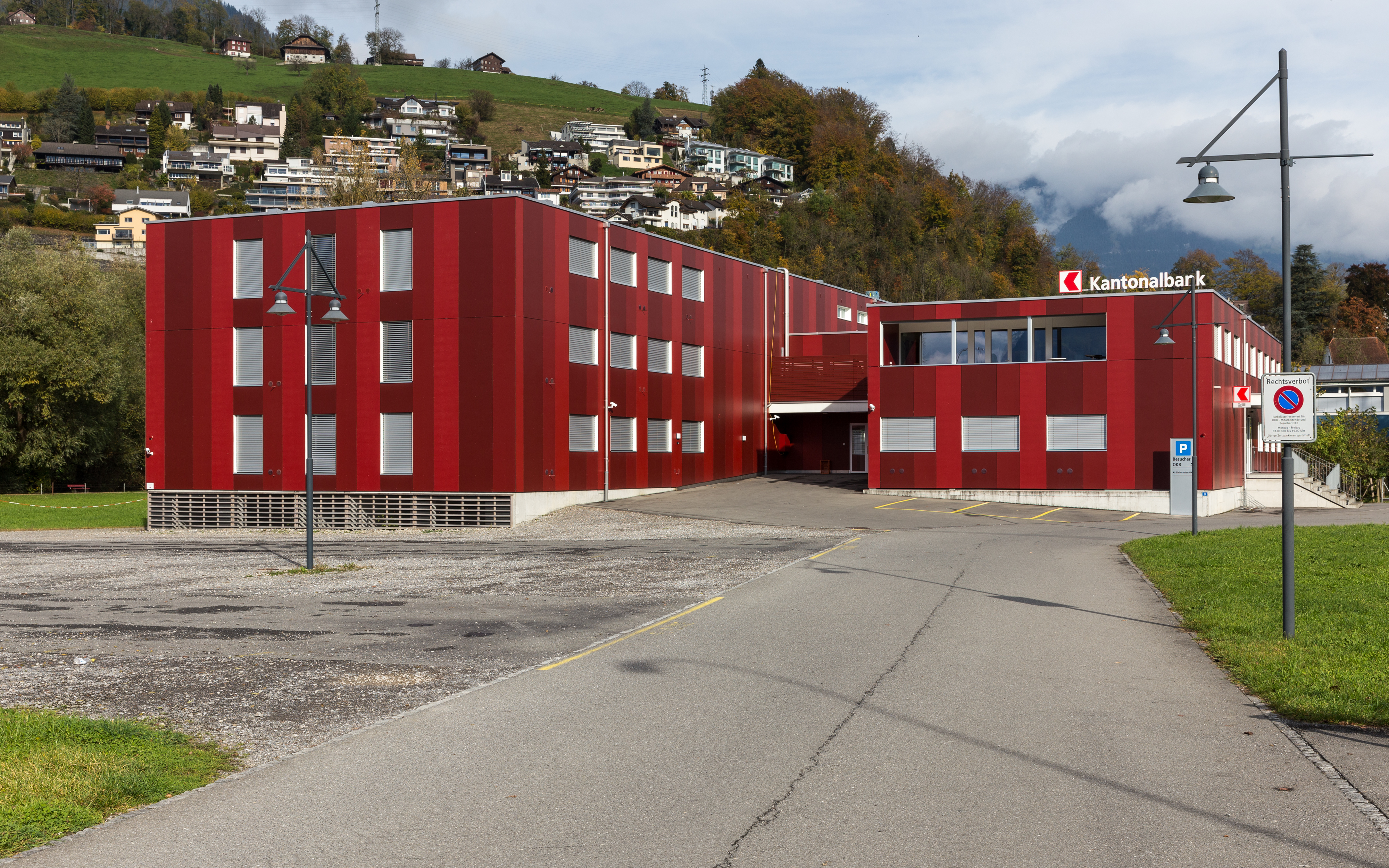
Provisorischer Hauptsitz 2017

Nach rund zweijähriger Bauzeit nahm die Obwaldner Kantonalbank am 30. August 2021 ihren neuen Hauptsitz namens Quadrum in Sarnen Nord, an der Strasse Im Feld, in Betrieb. Die offizielle Einweihung erfolgte am 16. September 2021.
Der Hauptsitz der Bank befand sich von 1909 bis Oktober 2012 in Sarnen an der Ecke Bahnhofstrasse-Brünigstrasse. Der vor Ort geplante Um- und Erweiterungsbau verzögerte sich aufgrund Einsprachen mehrfach, bis das Bundesgericht im März 2017 die im Jahr 2011 von der Gemeinde erteilte Baubewilligung aufhob. Die Bank verkaufte Ende 2018 das Grundstück an der Bahnhofstrasse in Sarnen. 
Bis zur Fertigstellung ihres Neubaus Quadrum bezog die Obwaldner Kantonalbank von Oktober 2012 bis August 2021 an der Rütistrasse in Sarnen ein Provisorium.

## Filialnetz

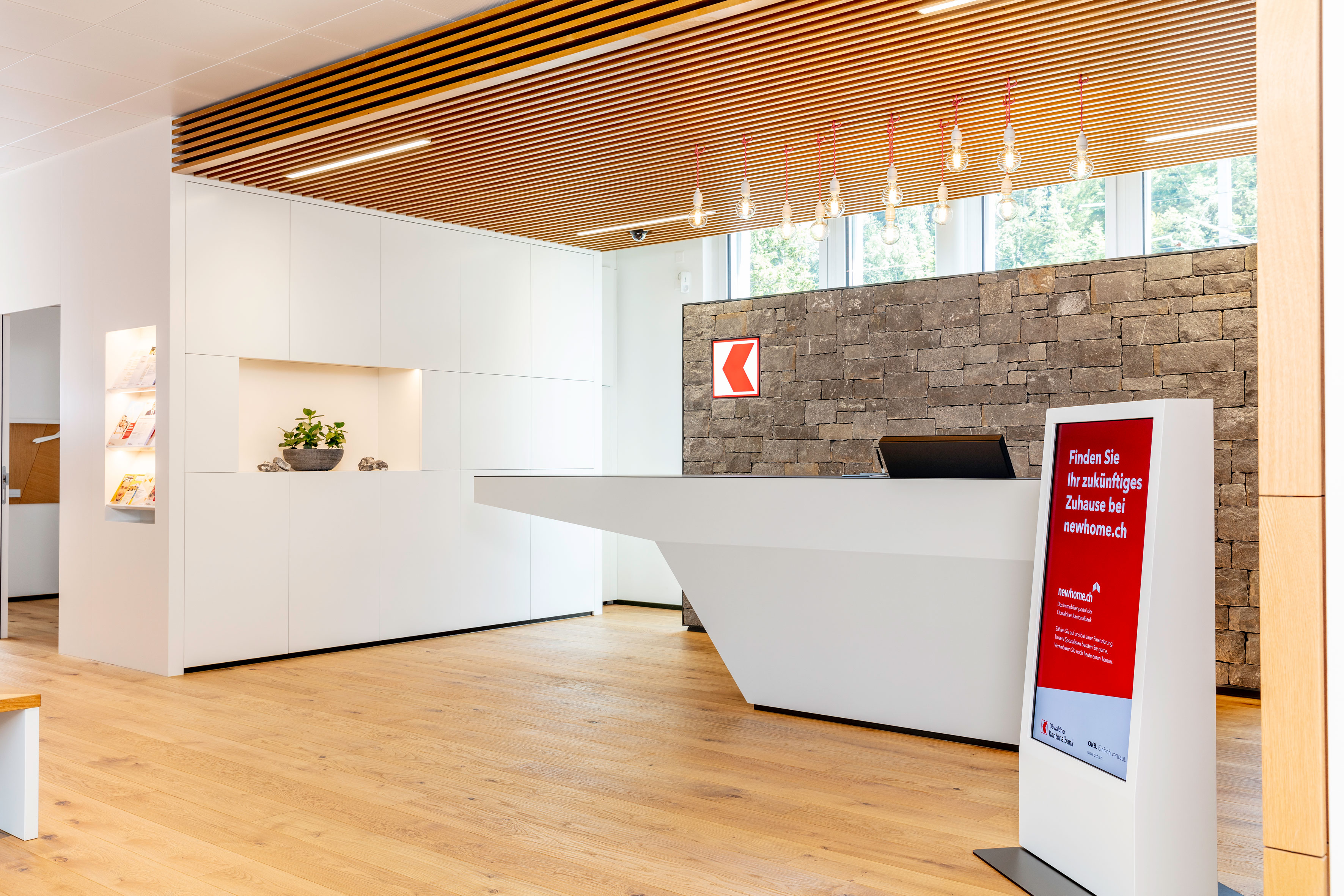
Schalterbereich der OKB-Filiale in Giswil

1903 nahm in der Gemeinde Engelberg die erste Einnehmerei der Obwaldner Kantonalbank ihren Betrieb auf. 1904 und 1908 folgten die Eröffnungen der Einnehmereien in den Gemeinden Lungern und Kerns. 1931 eröffnete die Bank in der Gemeinde Alpnach eine Einnehmerei und 1932 kamen die Einnehmereien in den Gemeinden Giswil und Sachseln dazu. 1998 wurde die Filiale Sarnen-Center eröffnet.
Seit 2012 investiert die Obwaldner Kantonalbank in den Um- und Neubau ihrer Filialen. Am 30. November 2012 bezog die Filiale in Lungern neue Räumlichkeiten an der Brünigstrasse 85. Am 20. November 2017 öffnete die Filiale in Giswil erstmals ihr Türen für die Kundschaft am neuen Standort an der Bahnhofstrasse 2. Am 10. Dezember 2018 feierte die Filiale in Alpnach nach einem kompletten Umbau der Räumlichkeiten die Wiedereröffnung. Am 20. April 2020 begrüsste das Team der Filiale in Kerns ihre Kundschaft in vollständig neugestalteten Räumen. Die Filialen Sachseln öffnete ihre Türen am neuen Standort in den Räumlichkeiten der ehemaligen Poststelle erstmals am 24. Oktober 2022. Am 2. November 2022 folgte die Neueröffnung der vollständig umgebauten Filiale Engelberg.